# Iglesia de madera de Sâncrai
La iglesia de madera de Sâncrai (en rumano: Biserica de lemn din Sâncrai) o Iglesia de la Santísima Trinidad de Sâncrai (Sfânta Treime) es un templo ortodoxo rumano situado en Sâncrai, en el municipio de Aiud del distrito de Alba de Rumania. 

## Historia
Se desconoce la época de la construcción de la iglesia de madera de Sâncrai, aunque probablemente fue construida en el siglo XVIII. Los portales bellamente tallados indican mediados de ese siglo o incluso antes. En su forma actual, el edificio es el resultado de una importante ampliación y renovación, probablemente a partir de 1855. No tiene pintura mural aparente, pero no se excluye la conservación fragmentaria bajo las capas de yeso de una pintura antigua. Su patrimonio mueble está formado por libros litúrgicos antiguos en el alfabeto cirílico. Una de las campanas se trasladó a la nueva iglesia de piedra con la misma advocación. Se llevan a cabo servicios ocasionales en la iglesia. En Sâncrai había otra iglesia de madera, mucho más antigua, una iglesia en medio del pueblo y que fue destruida en 1762 por los cañones del ejército del general austríaco  Adolf Nikolaus von Buccow.

## Galería de imágenes

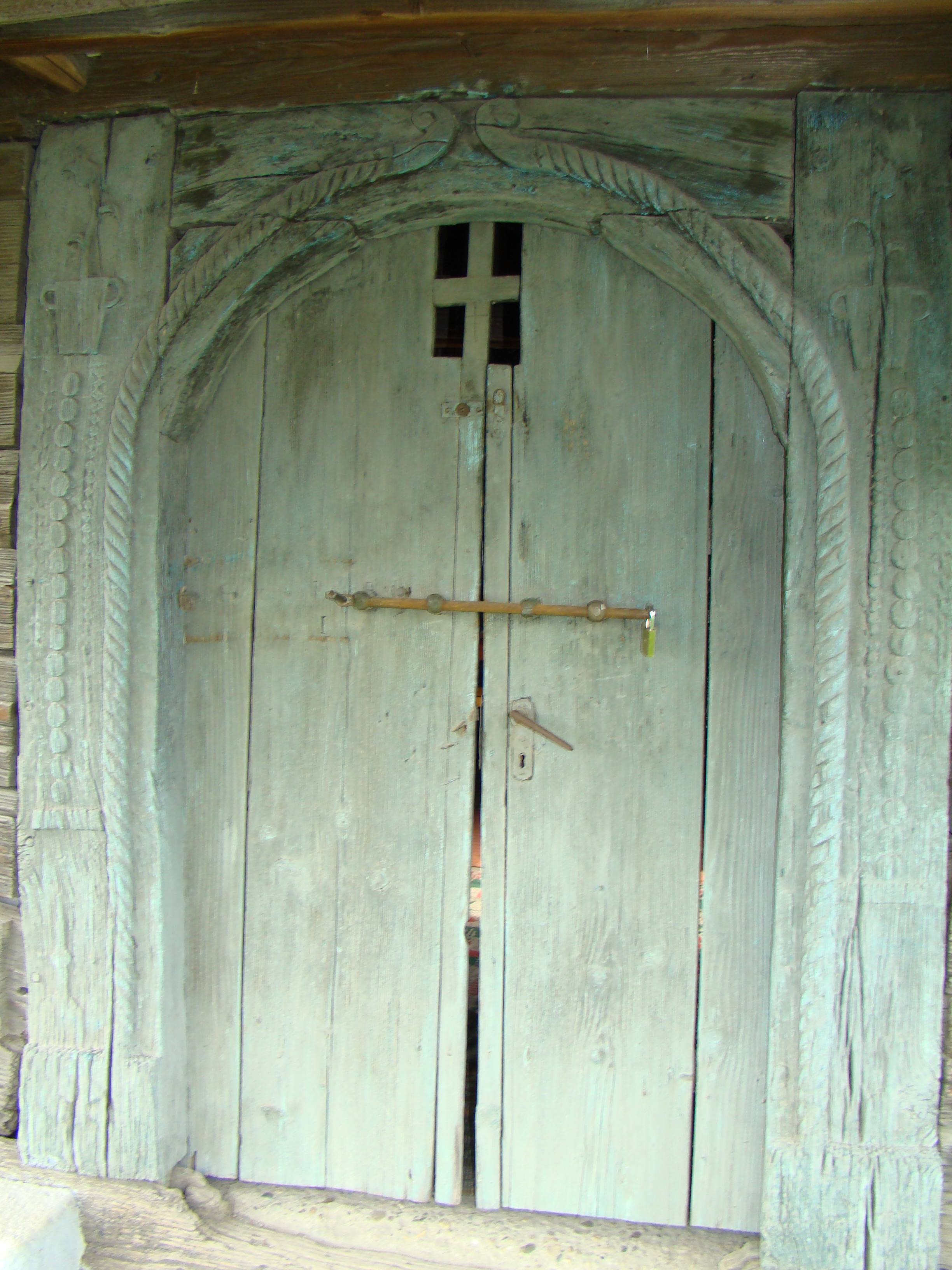
Portal tallado.
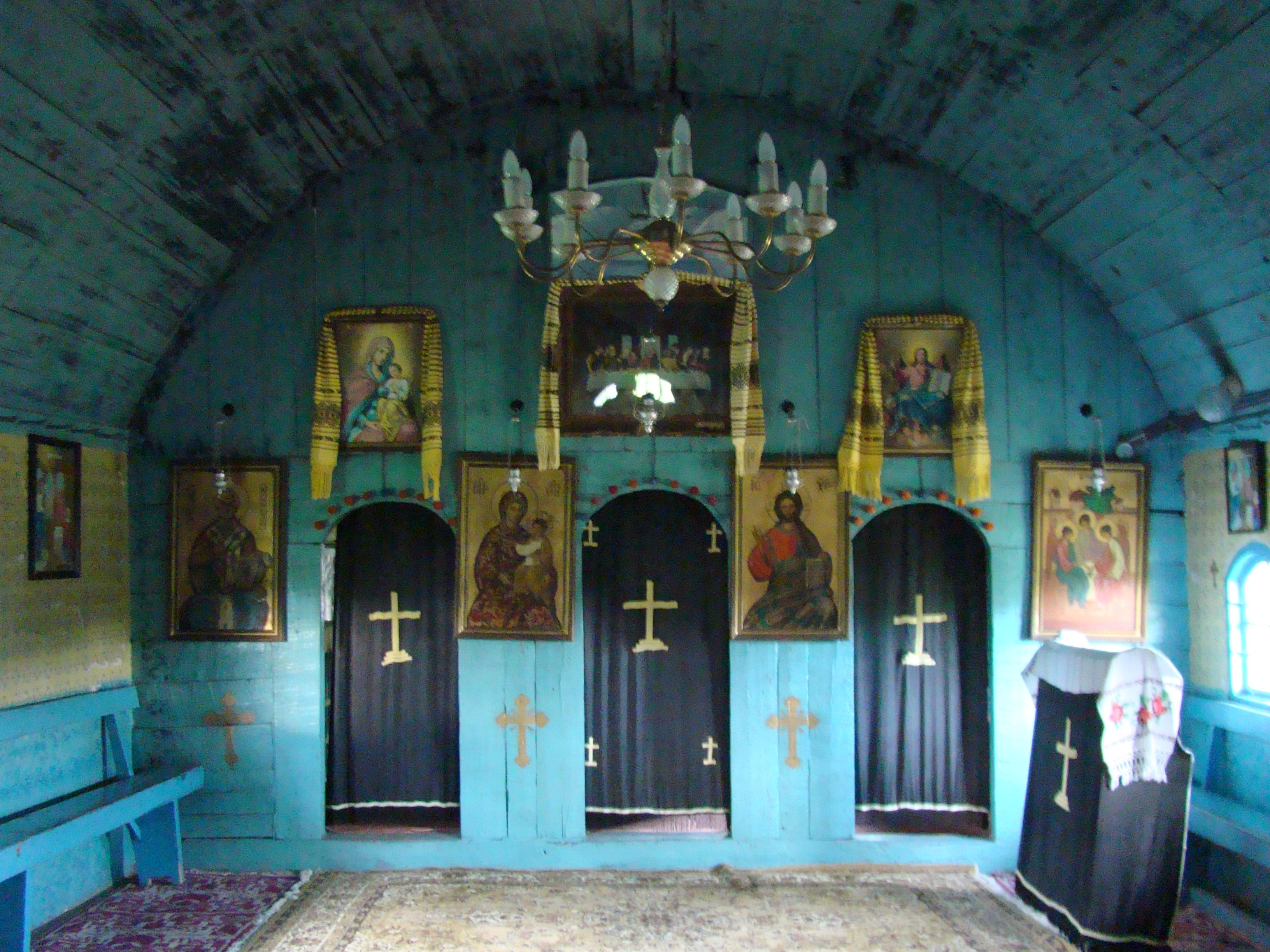
Iconostasio.
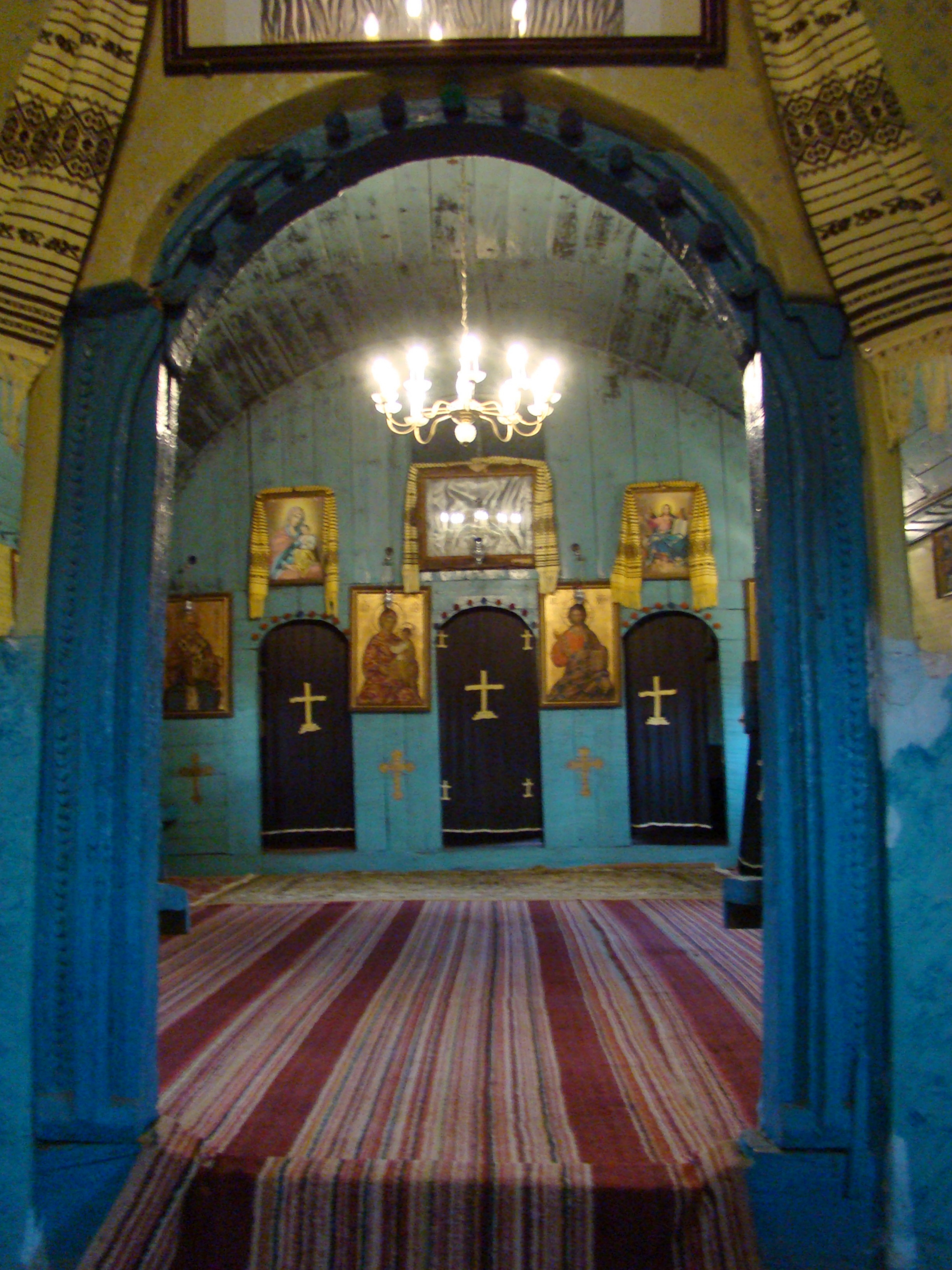
Portal interior.
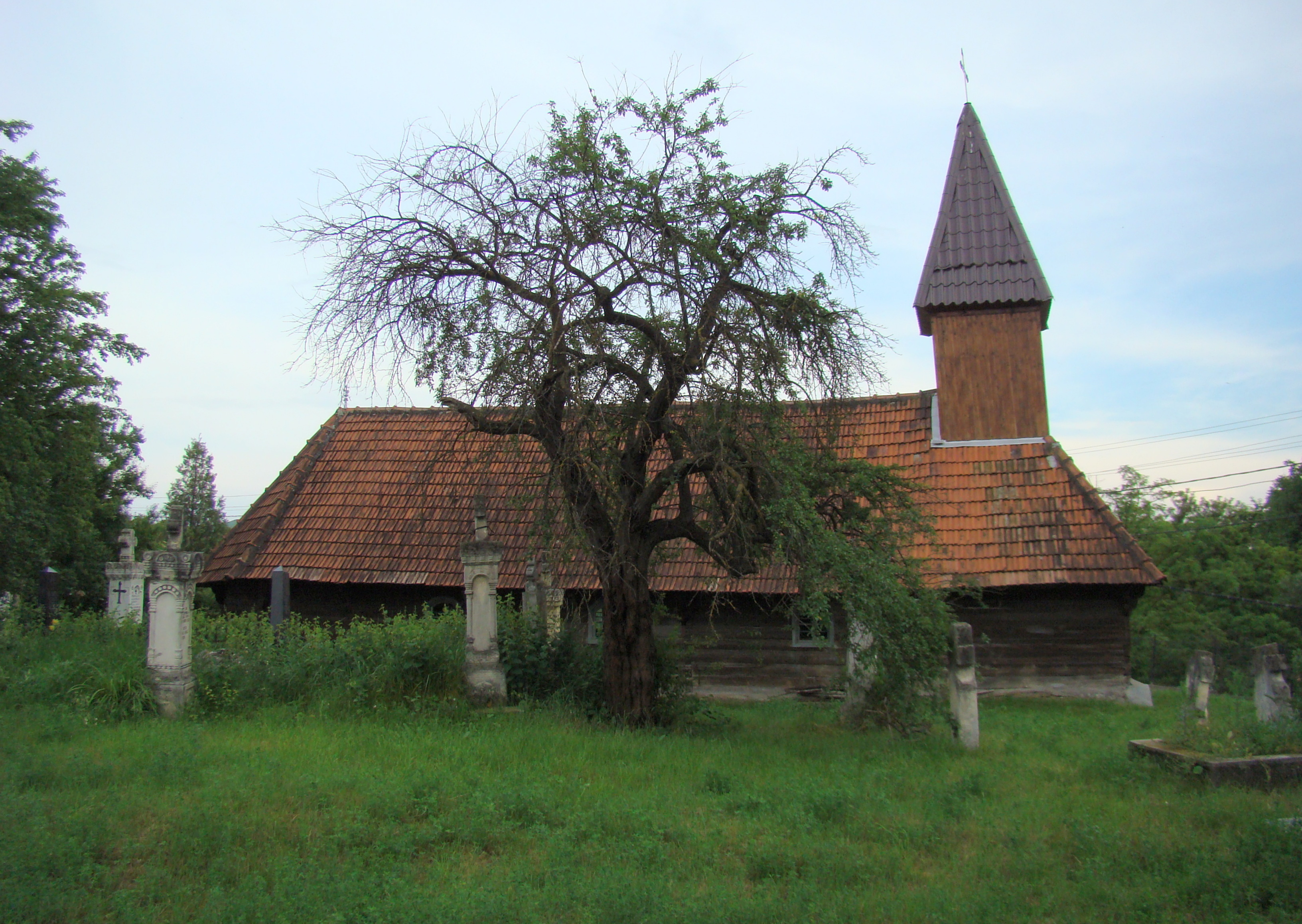
Iglesia desde el norte.
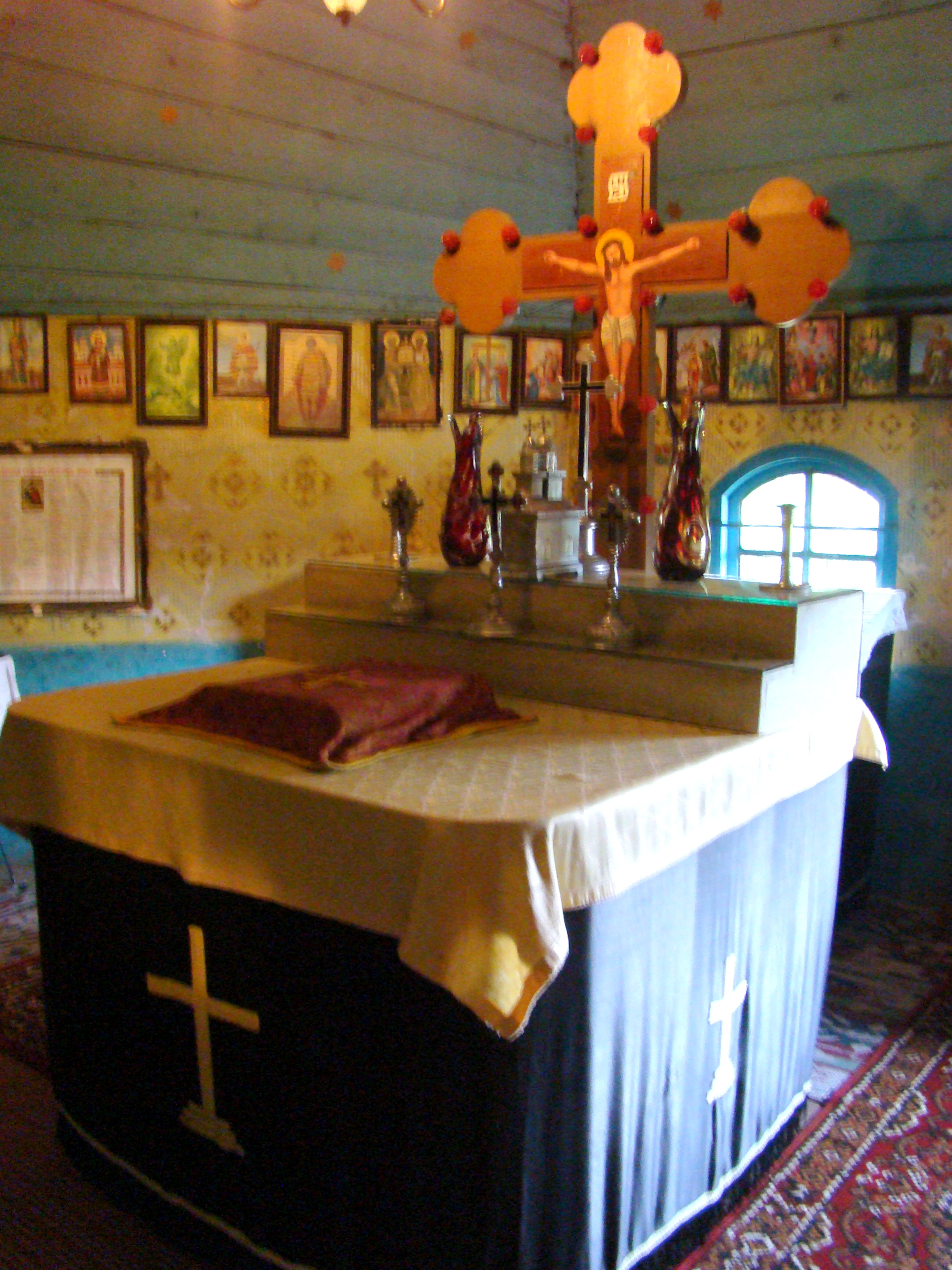
Altar.
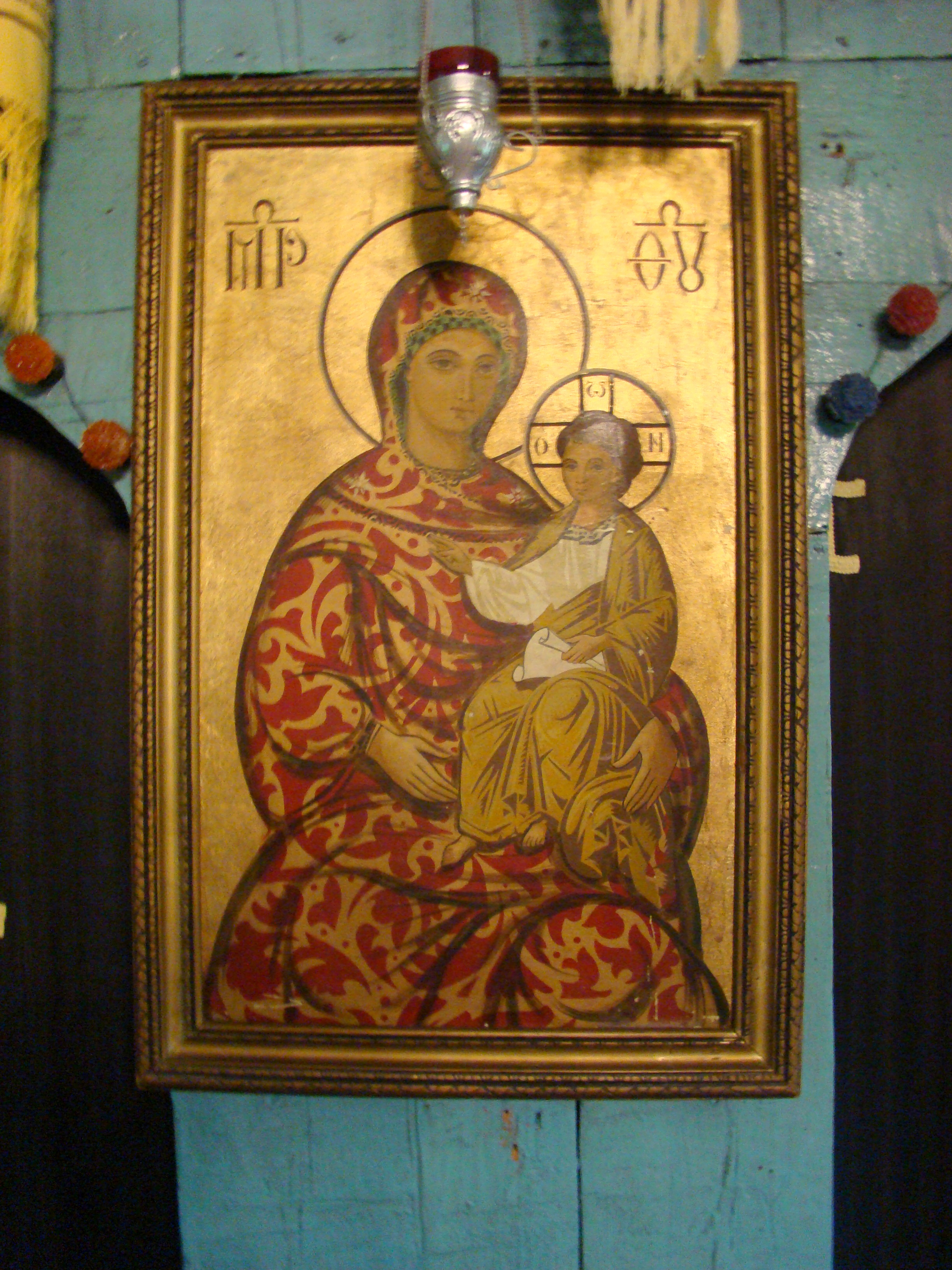
Icono.